# Rudolf Jaenisch

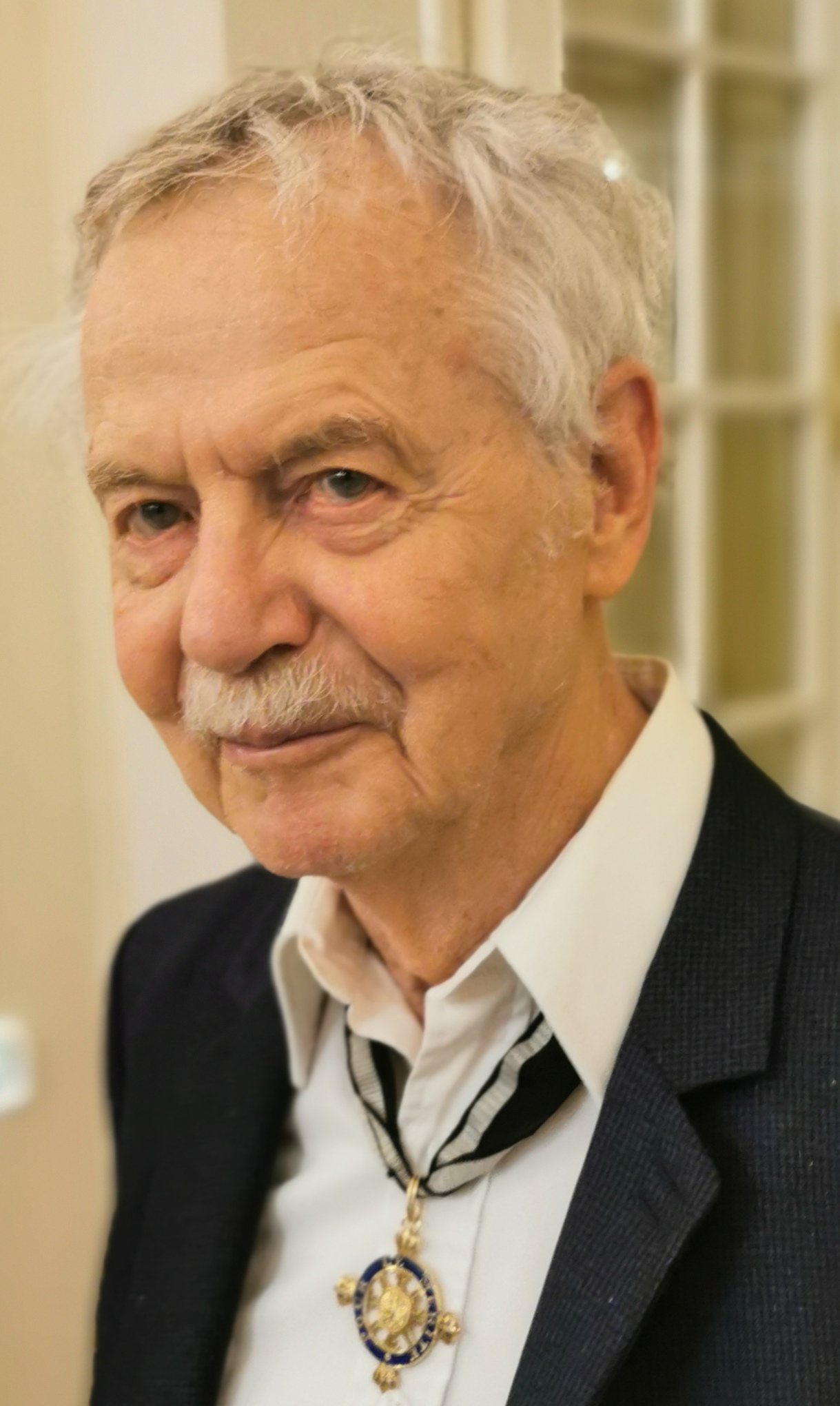
Rudolf Jaenisch (2025) mit dem Orden Pour le Mérite

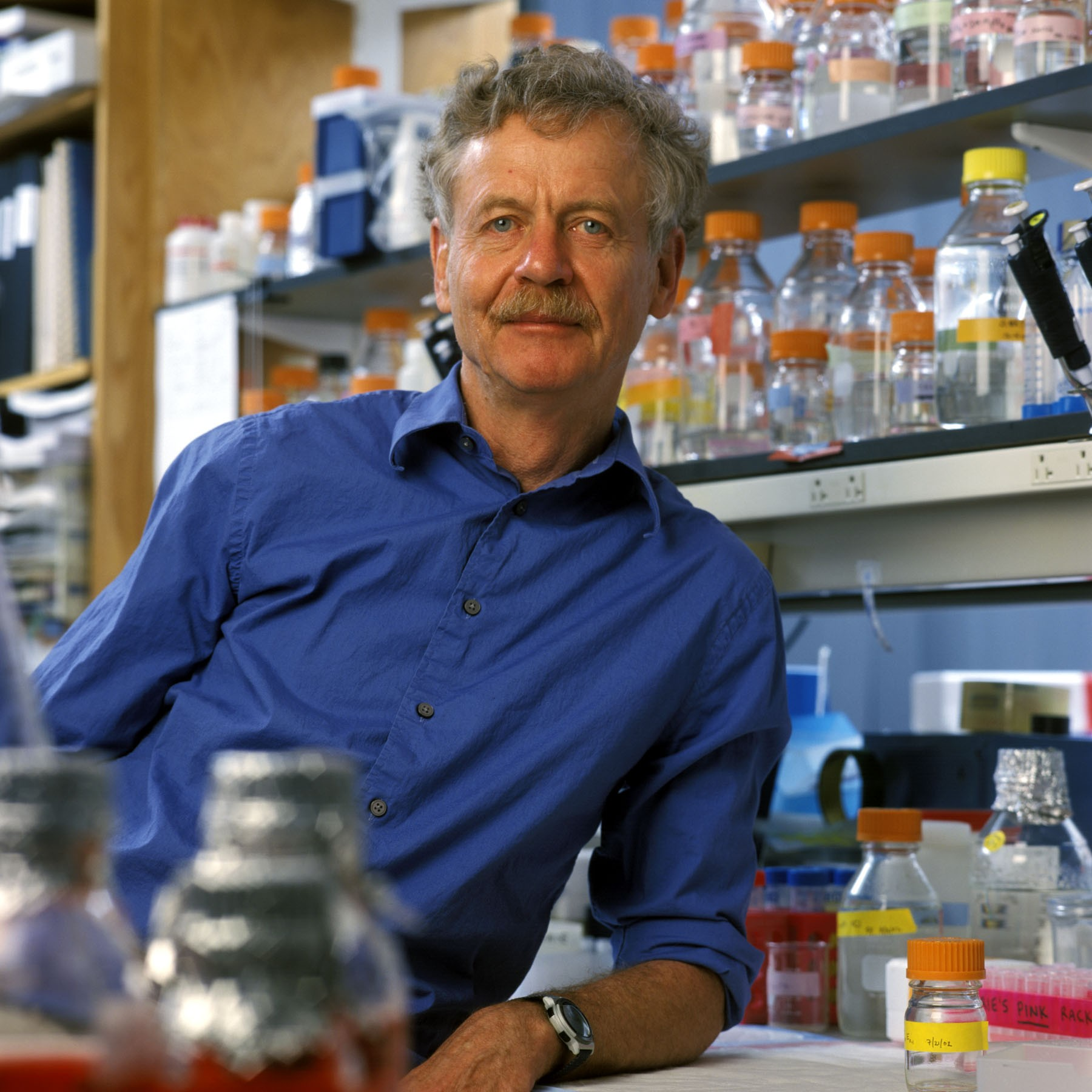
Rudolf Jaenisch (2003)

Rudolf Jaenisch (* 22. April 1942 in Wölfelsgrund, Landkreis Habelschwerdt, Niederschlesien) ist ein deutscher Molekularbiologe und Genetiker, der sich vor allem um die Entwicklung des Mausmodells als Modell zur Erforschung menschlicher Erkrankungen verdient gemacht hat.

## Leben
Rudolf Jaenisch studierte an der Universität in München Medizin und schloss das Studium mit seiner Promotion 1967 ab. Danach arbeitete er als Postdoktorand am Max-Planck-Institut für Biochemie in München und ging anschließend an die Princeton University. Dort blieb er bis 1972, danach arbeitete er als Assistenzprofessor am Salk Institute in La Jolla in Kalifornien bis 1977. In dem Jahr kehrte er nach Deutschland zurück und leitete bis 1984 die Abteilung für Tumorvirologie des Heinrich-Pette-Institut für Experimentelle Virologie und Immunologie an der Universität Hamburg. 1984 folgte er einem Ruf an das Whitehead-Institut für biomedizinische Forschung und das Massachusetts Institute of Technology (MIT).

## Werk
Rudolf Jaenisch beschäftigt sich vor allem mit der medizinischen Forschung am von ihm entwickelten Mausmodell. Dabei gilt er als Pionier im Bereich der Transgenetischen Forschung. Sein Mausmodell ermöglichte es, die Ursachen einer Reihe von Krankheiten am Modell zu erforschen und außerdem in der Grundlagenforschung die Rolle von Modifikationen der DNA, des Imprinting und der Inaktivierung des X-Chromosoms zu studieren.

## Auszeichnungen und Mitgliedschaften
- 1996: Boehringer Mannheim Molecular Bioanalytics Prize
- 2001: Gruber-Preis für Genetik[1]
- 2002: Robert-Koch-Preis
- 2003: Charles Rodolphe Brupbacher Preis für Krebsforschung
- 2003: Mitglied der National Academy of Sciences
- 2004: Mitglied der Leopoldina
- 2006: Max-Delbrück-Medaille[2]
- 2008: Massry-Preis[3]
- 2009: Ernst Schering Preis für seine bahnbrechenden Arbeiten auf dem Gebiet der transgenen Tiermodelle und des therapeutischen Klonens
- 2010: Großes Bundesverdienstkreuz mit Stern[4]
- 2010: National Medal of Science
- 2011: Wolf-Preis für Medizin
- 2013: Benjamin Franklin Medal in Lebenswissenschaften
- 2013: Passano Award
- 2014: Otto-Warburg-Medaille
- 2015: March of Dimes Prize in Developmental Biology

Rudolf Jaenisch ist Mitglied des Ordens Pour le Mérite, gewähltes Mitglied der American Academy of Arts and Sciences, der American Academy of Microbiology sowie der American Association for the Advancement of Science.